# Tamarod
Tamarod (em árabe: تمرد; tamarrud, cujo significado é "rebelião" ou "rebelde") foi um movimento de base social que faz oposição ao governo do ex-presidente do Egito, Mohamed Morsi, além de defender a antecipação de eleições presidenciais.
O movimento ajudou a alavancar os protestos no Egito em 2013.
O movimento surgiu em 28 de abril de 2013.
De acordo com o mesmo, já foram coletadas 22 milhões de assinaturas (22.134.460) até 29 de junho de 2013. Membros do movimento afirmaram que apoiariam Manar el-Beheiry, da Suprema Corte do Egito, para substituir temporariamente Morsi caso o mesmo aceite a resignação.
Inicialmente, o movimento instituiu o prazo de 2 de julho de 2013 para que Morsi deixe o poder. Caso contrário, há a ameaça de que se inicie uma campanha de desobediência civil.
As Forças Armadas do Egito deram um ultimato até o dia 3 de julho de 2013 para que a crise seja resolvida. Apesar da ameaça de golpe, a entidade militar afirma que não se envolverá em assuntos políticos e de governo.